# Aethaloptera sexpunctata
Aethaloptera sexpunctata är en nattsländeart som först beskrevs av Friedrich Anton Kolenati 1859.  Aethaloptera sexpunctata ingår i släktet Aethaloptera och familjen ryssjenattsländor. Inga underarter finns listade i Catalogue of Life.